# The Natural History of the Rare Lepidopterous Insects of Georgia
The Natural History of the Rare Lepidopterous Insects of Georgia (abreviado Nat. Hist. Lepidopt. Georgia) es un libro con ilustraciones y descripciones botánicas que fue escrito por el botánico inglés, fundador de la Sociedad Linneana de Londres, James Edward Smith. Fue editado en Londres en 2 volúmenes, en el año 1797, con el nombre de The Natural History of the rarer Lepidopterous insects of Georgia: including their systematic characters, the particulars of their several metamorphoses, and the plants on which they feed / collected from the observations of Mr. John Abbot, many years resident in that country.

## Publicación
Añadido t.-p. en francés, 104 grabados coloreados a mano por John Harris; texto en inglés y francés; paginados continuamente; v 1: 4 pl, xv, 100 p; v. 2:.  2 pl, p 101-214